# منتخب اليابان للكرة اللينة للسيدات
منتخب اليابان للكرة اللينة للسيدات (باليابانية: ソフトボール日本代表) هو ممثل اليابان الرسمي في المنافسات الدولية في الكرة اللينة للسيدات
.